# A flor de piel
A flor de piel (trad.: À Flor da Pele) é uma telenovela mexicana exibida pela Azteca. Foi protagonizada por Mariana Garza e Gerardo Acuña, com antagonização de Anna Ciocchetti.

## Elenco
- Mariana Garza - Mariana Bravo
- Gerardo Acuña - Daniel
- Anna Ciocchetti - Ángela
- Carlos Monden - Don Julián
- Roberto Sosa - Ricardo
- María Barbosa - Sofía
- José Luis Franco - Héctor
- Marisa de Lille - Isabel
- Carlos Alejandro Díaz - Chacho
- Nubia Martí - Virginia
- Alfredo Sevilla - Nico
- Alicia Bonet - Carlota
- Ana Silvia Garza - Margarita / Daisy
- Dunia Saldívar - Chole
- Lorena Rivero - Yolanda
- Carmen Delgado - Silvia
- Mauricio Ferrari - Juan
- Graciela Orozco - Toña
- Oscar Narváez - Álvarez
- Roberto Montiel - Alfredo
- Miguel Couturier - Miguel
- Josefo Rodríguez - Trapaga
- Gerardo Paz - Jorge
- Bianca Susana - Irma
- María Cristina Michaus - Aurora
- Verónica Terán - Raquel
- Lucy Reina - Irene
- Juan Pablo Garcíadiego - Andrés
- César Arias - Don Cuco
- José María Negri - Anselmo
- Adolfo Ceballos - Sebastián